# Jeu par forum
 (mars 2020).

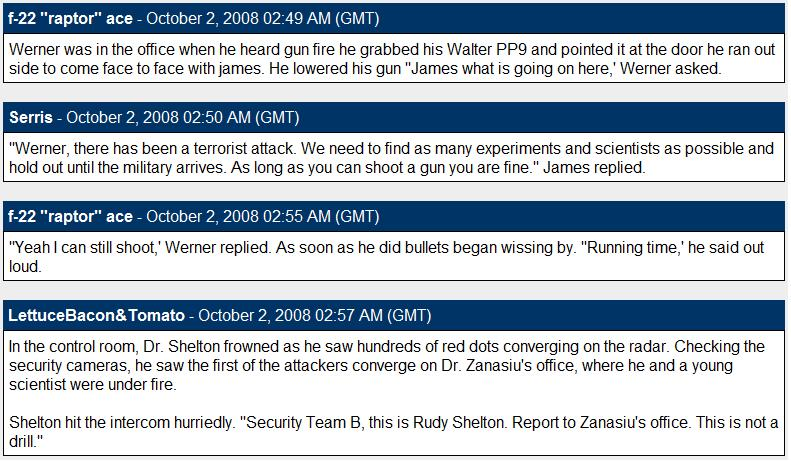
Forum du jeu par forum Darwin's Soldiers

Le terme de jeu par forum désigne tous les jeux sur navigateur dont le support est un forum. Ces exemples notables incluent "Le pendu", "Comptez jusqu'à un million", "Quelle musique écoutez-vous ?" et une variation de concours à l'aide d'images (trouvées ou modifiées par Photoshop).

## Origines
Héritiers des jeux par correspondance, les jeux par forum se sont rapidement répandus avec le développement des plates-formes gratuites de discussion telles qu'Aceboard, Forumactif ou Xooit, permettant à des utilisateurs non expérimentés de créer leurs propres forums sans connaissances techniques, ni ressources particulières[réf. nécessaire].
En ce qui concerne les jeux de rôle et d'écriture par forum, des témoignages sur le forum du site TourDeJeu, annuaire des jeux alternatifs asynchrones, datent leur apparition aux alentours de 2001. Leurs origines sont multiples, mais peuvent être cité en particulier la mode des fanfictions (qui s'est popularisée sous la forme de jeux par forum permettant à un plus grand nombre de joueurs et d'écrivains amateurs de partager leur passion en commun), les jeux par navigateur (tels Ogame, qui ont vu apparaitre, sur leurs forums de support, des sections permettant de faire du jeu d'interprétation dans l'univers du jeu) et les jeux de rôle (qui se sont vu adapté à un support forum avec plus ou moins de fidélité).

## Types
Il existe un style de jeu utilisant le principe des lancers de dés (hasard). Il est certes très simple, car basé sur le hasard mais, avec un peu d'imagination, il peut devenir très addictif. Il est parfois couplé à d'autres sortes de jeux, comme ceux où le joueur est le héros.
Au même titre qu'il existe des jeux console destinés à l'élevage d'animaux domestiques, des écuries virtuelles sur internet ont été créées, où chaque joueur a la responsabilité d'un ou de plusieurs animaux dont ils doivent s'assurer du bien être notamment en les nourrissant, en les faisant sortir, en les entraînant. Les administrateurs, ou maîtres de jeu, gèrent les statistiques de chaque animal et les évènements qui peuvent arriver lorsque certains se rencontrent. Parfois couplés à des jeux de rôle ou d'écriture, il s'agit le plus souvent d'écuries de chevaux.

## Jeux de rôle et jeux d'écriture
Trop souvent confondus avec les jeux de rôle, les jeux de rôle ou d'écriture par forum sont particulièrement répandus sur l'internet français. Leur dénomination exacte reste cependant sujette à polémiques entre les amateurs de jeu de rôle, de jeux par correspondance et de jeux par navigateur, et l'internaute retrouvera entre autres les appellations - parfois abusives - Jeux par Forum, forums RPG, Jeux textuels et autres. Dans le cas général, un forum RPG est basé sur un univers principal, original ou bien adapté d'une œuvre connue, où les joueurs interprètent des personnages de leur choix, en accord avec l'univers. Ainsi, par exemple, un RPG sur Harry Potter se placera à un moment de l'histoire, ou bien dans une réalité parallèle se démarquant du scénario originel, et les joueurs y interpréteront les personnages de la série, des sorciers, des professeurs, des moldus, ou des personnages fictifs mais en rapport avec la série. Bien qu'il s'agisse, dans les deux cas, de jeux d'interprétation d'un personnage, on peut établir un distinguo entre les jeux dits "de rôle" et les jeux d'écriture.

### Jeux de rôle par forum
Le jeu de rôle par forum est une forme intermédiaire entre un jeu par correspondance et un jeu de rôle. Le Meneur de Jeu, ou MJ, simule autour des joueurs le monde dans lequel ils évoluent. Ceux-ci ne maîtrisent que leur personnage, qui agit en fonction des événements ou des rencontres provoqués par le MJ. Dans ce type de jeu, le réalisme et le mystère sont donc privilégiés (pas d'omniscience du joueur, PNJ contrôlés par le MJ, nombreuses informations cachées aux participants...). La plupart des jeux de rôle par forum reposent sur des systèmes de jeux, qu'ils soient déjà existants (Système D20, Basic, GURPS, Rêve de dragon ou Warhammer) ou créés pour l'occasion. Le système est un élément sur lequel MJ et joueurs s'appuient pour la création du personnage, la résolution des actions ou l'arbitrage de la partie.

### Jeux d'écriture par forum
Si les jeux d'écriture sont apparentés aux jeux de rôle, ils sont principalement issus de l'univers de la fanfiction ou du jeu du Cadavre exquis, cependant certains sont issus de l'imagination de leurs créateurs. 
Contrairement au jeu de rôle, c'est au joueur de simuler le monde autour de son personnage, voire de ceux des autres participants, bien qu'il puisse y avoir des indications ou descriptions. Dans certains cas, le MJ n'intervient pas ou peu, sauf pour lancer un scénario ou provoquer quelques événements surprises, le plus souvent à la demande des joueurs. D'ailleurs, certains jeux d'écriture par forum fonctionnent sans la présence de MJ. Les joueurs sont donc omniscients : ils incarnent à la fois leur personnage, les PNJ qu'il croise et l'univers qui l'entoure. Parfois, le joueur a la possibilité d'interpréter un autre personnage que le sien, avec l'autorisation de son joueur (PNJisation).
Cette façon de jouer se rapproche de la rédaction d'une histoire à plusieurs mains, ce en quoi elle favorise l'aspect littéraire du jeu. À l'inverse, il existe d'autres modèles où le MJ est véritablement présent et cadre les actions des joueurs en gérant leurs conséquences.

### Liberté de jeu et règles
Quel que soit le style de forum, il est bon de noter qu'au sein de ces jeux, le degré de liberté laissé au joueur va du permissif (maximum de liberté tant que le joueur respecte l'univers et les règles) au dirigiste (univers simulé par les meneurs de jeu).
Tout comme les jeux de rôle, certains jeux d'écriture par forum utilisent des règles et tables de hasard très strictes, tandis que d'autres laissent une part plus importante à l'imagination des joueurs et du MJ.

### Modes de jeu
Sur les jeux de rôle ou d'écriture par forum, chaque joueur est responsable d'un ou plusieurs personnages, dont il aura inventé l'histoire dans le respect du contexte du jeu, de même que la personnalité, l'apparence et les aptitudes. Il interagira ensuite avec d'autres personnages interprétés par d'autres joueurs, chacun décrivant à tour de rôle actions, pensées, réaction des personnages à la situation du moment. Bien qu'il soit généralement interdit d'interpréter les réactions d'un personnage autre que le sien, cela est parfois autorisé sur certains forums, voire encouragé sur d'autres.
L'exploitation de l'univers d'un forum peut se faire de diverses manières, plus ou moins répandues, attirant des publics variés.

#### Forums de type géographique
Lorsque l'intrigue se déroule dans une école, comme c'est le cas pour les forums basés sur l'univers de Harry Potter, ou bien dans un lieu spécifique (ville hantée, cité du Moyen Âge, labyrinthe empli de pièges), le forum est « subdivisé en plusieurs sections correspondant chacune à un lieu spécifique », les joueurs passant ainsi de l'une à l'autre au fil des pérégrinations de leurs personnages.
Ce type de forum provoque parfois l'impression que les personnages ont le don d'ubiquité : des personnages se trouvent en plusieurs lieux au même moment, afin de jouer dans plusieurs mini-intrigues (ou RP) à la fois. Une bonne gestion des transitions entre les différents lieux permet de rendre sa cohérence à l'ensemble, à condition d'avoir un bon niveau de jeu. Mis à part cela, le système permet la gestion de plusieurs histoires parallèles entre les personnages, sans écarter la possibilité d'une vaste intrigue réunissant tous les personnages d'une façon ou d'une autre.
Ce système est probablement le plus répandu, et l'univers de ces forums s'étend parfois même à de vastes contrées. Le joueur peut ainsi aller d'un pays à un autre. De véritables quêtes à travers des pays fabuleux, sans cesse enrichis par l'imagination des joueurs, sont alors jouables.

#### Forums de type chronologique
Il arrive que le créateur d'un forum décide que l'intrigue principale devra être mise en valeur par rapport au décor. Le forum est alors subdivisé en périodes temporelles, essentiellement par chapitres se suivant et révélant peu à peu une histoire complexe. Les intrigues parallèles entre personnages sont alors mentionnées dans une section annexe et n'ont pas d'influence majeure sur le scénario principal, servant uniquement à approfondir les relations et le caractère des différents protagonistes, tandis que les chapitres du scénario principal regroupent les personnages dans un seul et même sujet où chacun, réagissant à sa manière aux événements décrits par le meneur de jeu, tisse et enrichit le scénario esquissé par les descriptions du meneur, faisant avancer l'histoire. Le changement de lieu est quant à lui directement décrit dans le récit.
Ce style de jeu entraîne parfois l'interprétation d'autres personnages que ceux du joueur, avec bien entendu un accord entre les joueurs concernés pour éviter les erreurs. Système moins répandu, il permet une gestion plus communautaire du jeu, à la manière d'une fiction écrite à plusieurs.

#### Forums mixtes et divers
Il est possible de mêler les deux styles précédents à des degrés divers qui dépendent souvent du créateur du jeu et de son expérience personnelle. Des forums de jeu d'interprétation où l'écriture est remplacée par le dessin peuvent être trouvés, tout en conservant un fonctionnement à peu près équivalent.

### Conventions générales
Sur la plupart des jeux de rôle/d'écriture par forum, un fonctionnement et des conventions similaires et admises de la plupart des joueurs peuvent être perçus. En général, il faut décrire son personnage dans une section appropriée lors de son inscription : caractéristiques physiques, mentales, histoire, etc. Une fois la fiche validée par un administrateur, le joueur peut accéder, avec son personnage, aux différents forums de jeu. Un jeu sur Harry Potter pourrait par exemple proposer les forums "Réfectoire" et "Dortoir de Gryffondor". Pour jouer, il suffit de déposer un message dans ces forums. Les autres joueurs répondront alors avec leur propre personnage, et l'histoire se déroulera selon les actions des joueurs. Certains forums peuvent exiger un nombre de lignes minimum afin de restreindre ses joueurs à une meilleure qualité de RP. Les joueurs les plus avancés peuvent dépasser les 100 lignes par message et il n'y a pas de limite maximum pour le nombre de lignes.
La manière d'écrire en jeu respecte certaines règles assez largement partagées, voici les plus souvent rencontrées :
- Les actions sont le plus souvent en police normale ou en italique.
- Selon les forums, les astérisques * désignent les pensées des personnages ou les actions.
- Les dialogues sont souvent en gras ou entre guillemets, voire les deux.

Cela varie bien sûr beaucoup, certains forums chercheront l'esthétique littéraire alors que d'autres viseront à la simplicité (pas de ponctuation, astérisques omniprésents).

### Lexique
- RP : Le terme désigne une partie de jeu entre plusieurs personnages, se situant dans un temps donné et face à une situation donnée. Cela ressemble au chapitre d'un livre. L'utilisation de ce terme dévie du sens de RolePlay original, mais il est encore utilisé pour désigner la façon de jouer de quelqu'un. La taille varie énormément d'un joueur à l'autre, pouvant aller d'une dizaine de mots à une dizaine de milliers de mots, même si l'on pourrait trouver une moyenne autour de mille à trois mille mots. RP's ou RPs est une marque de pluriel couramment utilisée.
- rp : Le terme désigne l'action d'écrire un RP. Il s'agit d'un verbe invariable, même si l'on peut parfois trouver une marque d'un temps tel que le conditionnel ou le futur.
- RPG : Role-Playing Game, L'équivalent anglo-saxon de Jeu de Rôle(s). Les joueurs ont tendance à utiliser le terme "RPG" pour désigner les jeux vidéo et les forums de jeu de rôle, pour les distinguer du jeu de rôle, ce qui contribue à augmenter la confusion des termes.
- Modérateur (ou modo) : C'est une personne qui s'occupe d'encadrer les membres en termes de discipline, soutenant les administrateurs du forum.
- Administrateur (ou admin') : C'est la personne la plus haut placée dans le forum, c'est elle qui a le plus de pouvoir, qui a accès à toute la partie gestion du forum. En règle générale, l'administrateur d'un forum RPG est aussi le maître (ou meneur) de jeu.
- Fondateur : Comme son nom l'indique, il s'agit du créateur du forum en lui-même et il possède les mêmes droits qu'un Admin, excepté que ceux-ci n'ont aucun pouvoir sur le Fondateur (ou Fondatrice). Il est souvent abrégé en Fonda'.
- Staff : C'est l'équipe responsable du forum.
- MJ : Maître ou meneur de jeu, celui qui dirige l'histoire et les PNJ.
- PJ : Personnage Joueur, c'est-à-dire un personnage important incarné par un des joueurs.
- PNJ : Personnage Non-Joueur, autrement dit, un figurant, ou bien un personnage important mais non joué pour des raisons d'équilibre (par exemple, pour éviter de donner à un joueur trop de "puissance" ou de connaissances par rapport aux autres).
- CB : ChatBox, chat interne au forum permettant de discuter à l'écrit avec l'aide de smileys et du BBcode. Il est géré par les Administrateurs, mais ceux-ci peuvent designer des Membres pour les aider dans leur tâche.
- Kicker : Francisation de kick. C'est l'action d'un modérateur de ChatBox visant à en expulser un membre.
- Clearer : Francisation de clear, nettoyer. C'est l'action d'un modérateur de ChatBox qui y efface toute la conversation.
- Personnage : En s'inscrivant sur un forum RPG, il faut créer un personnage respectant les règles du forum. Couramment abrégé en perso ou persos.
- Forum : parfois abrégé en Fow ou Fofo.
- Présentation : C'est, généralement, la partie la plus cruciale dans la création d'un personnage. Il faut remplir un formulaire dont les contraintes varient, et attendre l'avis d'un membre du Staff habilité à le valider et à donner des conseils si besoin est.
- Règlement : Comme son nom l'indique, ce sont les règles qui régissent le forum à respecter scrupuleusement. Certaines offenses sont intolérables, notamment : insultes, racisme, discrimination, antisémitisme, etc. ; d'autres sont beaucoup plus souples. Il est à garder à l'esprit que la sévérité d'un Staff varie d'un forum à un autre, certains donneront un simple avertissement pour avoir insulté un membre à la suite d'une discorde, tandis que d'autres peuvent bannir.
- Contexte (ou Background) : C'est le thème, l'environnement, sur lequel se base le déroulement du jeu. Il est écrit par les ou le administrateur(s).
- Avertissement : Sanction pouvant être donnée suivant la gravité de la faute. Parfois abrégé en averto ou avertos.
- Bannissement : Sanction pouvant être donnée suivant la gravité de la faute, ou à la suite d'une accumulation d'avertissements. Le bannissement d'un membre empêche celui-ci de se connecter pendant une durée donnée. Le bannissement, dans des cas plus graves, peut concerner l'adresse IP ou l'adresse mail. Dans un autre contexte, il vise à expulser un membre jusqu'à son débannissement indéfini.
- Pnjisation : tiré du terme PNJ, ce néologisme désigne la pratique qu'ont certains joueurs de faire agir et parler un autre personnage que le leur, joué par une autre personne. Pratique le plus souvent interdite en forums géographiques, elle est plutôt utilisée dans les forums de type chronologique. Elle permet des dialogues plus dynamiques (avec humour, répliques au tac au tac, interruptions et autres...), mais il faut savoir cerner correctement la personnalité du personnage pnjisé. En général, les joueurs passent par les messages privés ou MSN pour se mettre d'accord sur les répliques.

## Thèmes rencontrés
Certains thèmes voient apparaître un certain nombre de forums qui leur sont consacrés, augmentant la concurrence. À cause du phénomène de mode, des centaines d'internautes créent des forums sur un coup de tête. Mais très peu d'entre eux parviennent à réellement faire marcher leur forum, par manque de motivation surtout, ou bien parce que n'ayant pas les capacités de créer un bon univers RPG, quand bien même la volonté y est.

### Diverses adaptations
Les romans les plus adaptés en jeux par forum se trouvent être ceux adaptés en films, tels Le Seigneur des anneaux, Harry Potter, Le Monde de Narnia, Eragon mais aussi tirés de films connus tels Star Wars, Star Trek, Underworld, Pirates des Caraïbes, Mass Effect, et bien sûr d'œuvres littéraires à succès (Chroniques des vampires de Anne Rice, La Guerre des Clans d'Erin Hunter, ou encore La Tour sombre de Stephen King), chaque univers repris au plus près du scénario d'origine, ou bien s'en écartant dans le temps ou via un déroulement différent des évènements. Même chose au niveau des mangas et animés où l'on[Qui ?] retrouve un grand nombre de forums de jeu d'interprétation sur les mangas à succès, adaptés en animés, tels que Naruto, Bleach, Soul Eater, Fullmetal Alchemist et Death Note.
Il existe tous types d'univers de jeux vidéo adaptés en "forums RPG" comme Final Fantasy ou World of Warcraft.
Beaucoup de séries télé sont adaptées, comme Charmed ou encore NCIS : Enquêtes spéciales (où les MJs sont très présents pour réserver des surprises au long de l'enquête).

### Thèmes originaux
Les thèmes les plus fréquemment rencontrés sont ceux du médiéval fantastique, mais aussi du fantastique et de l'horreur. Un grand nombre de forums se déroule dans un contexte réel, sur les thèmes de la vie quotidienne (écoles, organisations, vie adulte), des forums de science-fiction (space opera, contextes futuristes, steampunk) et des forums traitant de périodes populaires de l'Histoire, retranscrites en univers historiquement fidèles ou en uchronies (ou bien même plus récemment, les forums se basant sur les mangas fleurissent et se placent ainsi parmi les plus répandus.